# Homberg (Bassersdorf)
Der Homberg ist ein bewaldeter eiszeitlicher Moränenhügel mit einer prähistorischen Wallanlage unbekannten Alters zwischen Bassersdorf und Nürensdorf im Schweizer Kanton Zürich.

## Geographie
Der Homberg wird durch die Täler zweier Arme des Altbachs begrenzt, die sich in die Moräne eingeschnitten haben, den Birchwilerbach im Westen und den von Nürensdorf kommenden Lindauerbach im Süden. Der Hügel ist 527 m ü. M. hoch und fällt nach Westen rund 50 Meter steil, nach Norden und Osten nur leicht ab; gegen Süden läuft das Gelände spitz zu.

## Geschichte

### Wallanlage
Der Hügel ist in der ersten Hälfte des 15. Jahrhunderts als Honberg erstmals namentlich bezeugt. Auf einer Karte von 1658 sind im südlichen Teil «Rŭderen» (von lat. rudus, -eris ‹Geröll, Schutt›) eines vermeintlichen Schlosses eingezeichnet; die aus noch sichtbaren Erdwällen bestehende Befestigung wurde seit dem 19. Jahrhundert als Fluchtburg der Helvetier interpretiert. Grabungen fanden bisher nicht statt, jedoch kamen bei der Begehung und Vermessung der Anlage ein aus Feuerstein gefertigten Kratzer zutage.

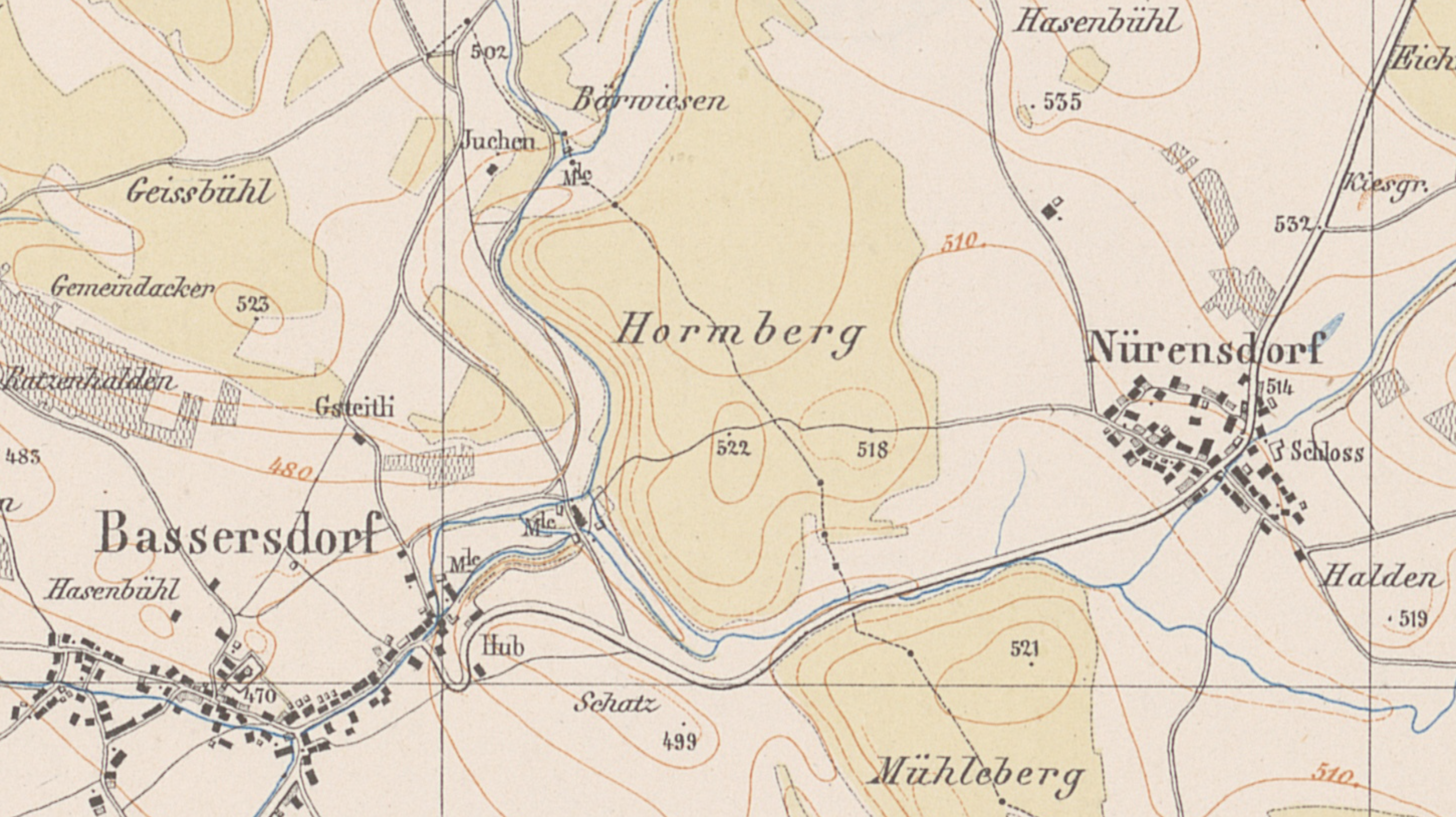
Der «Hormberg» auf der Wild-Karte von 1854
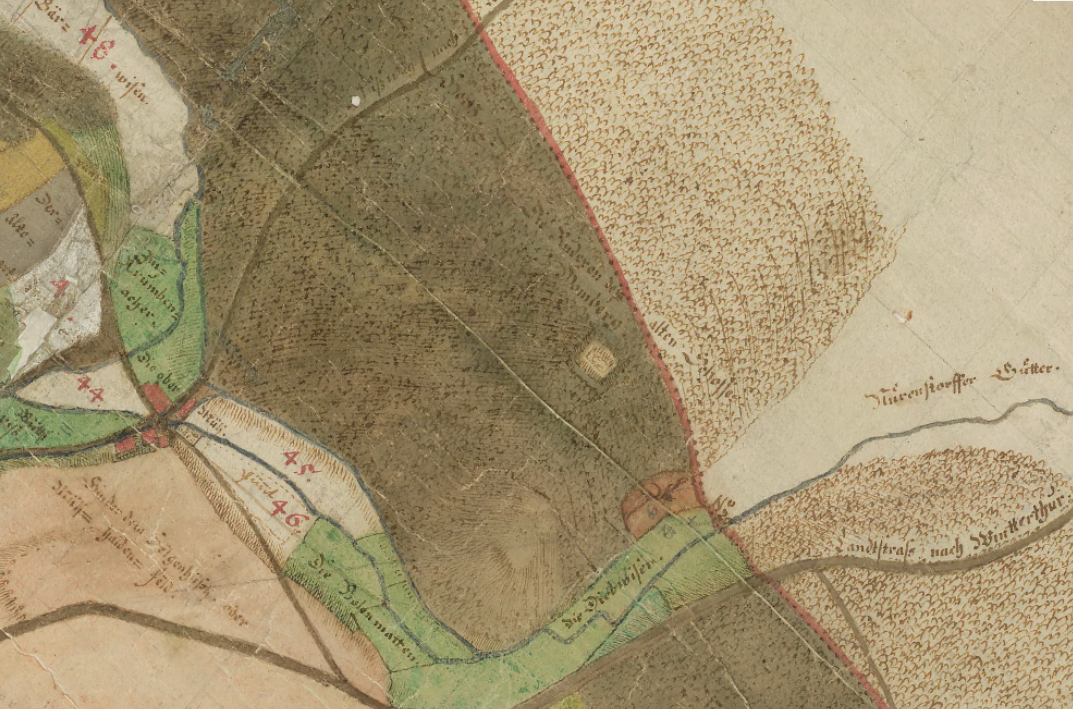
Ausschnitt aus einer Karte von 1658 mit «Rŭderen des alten Schoſſes Homberg»
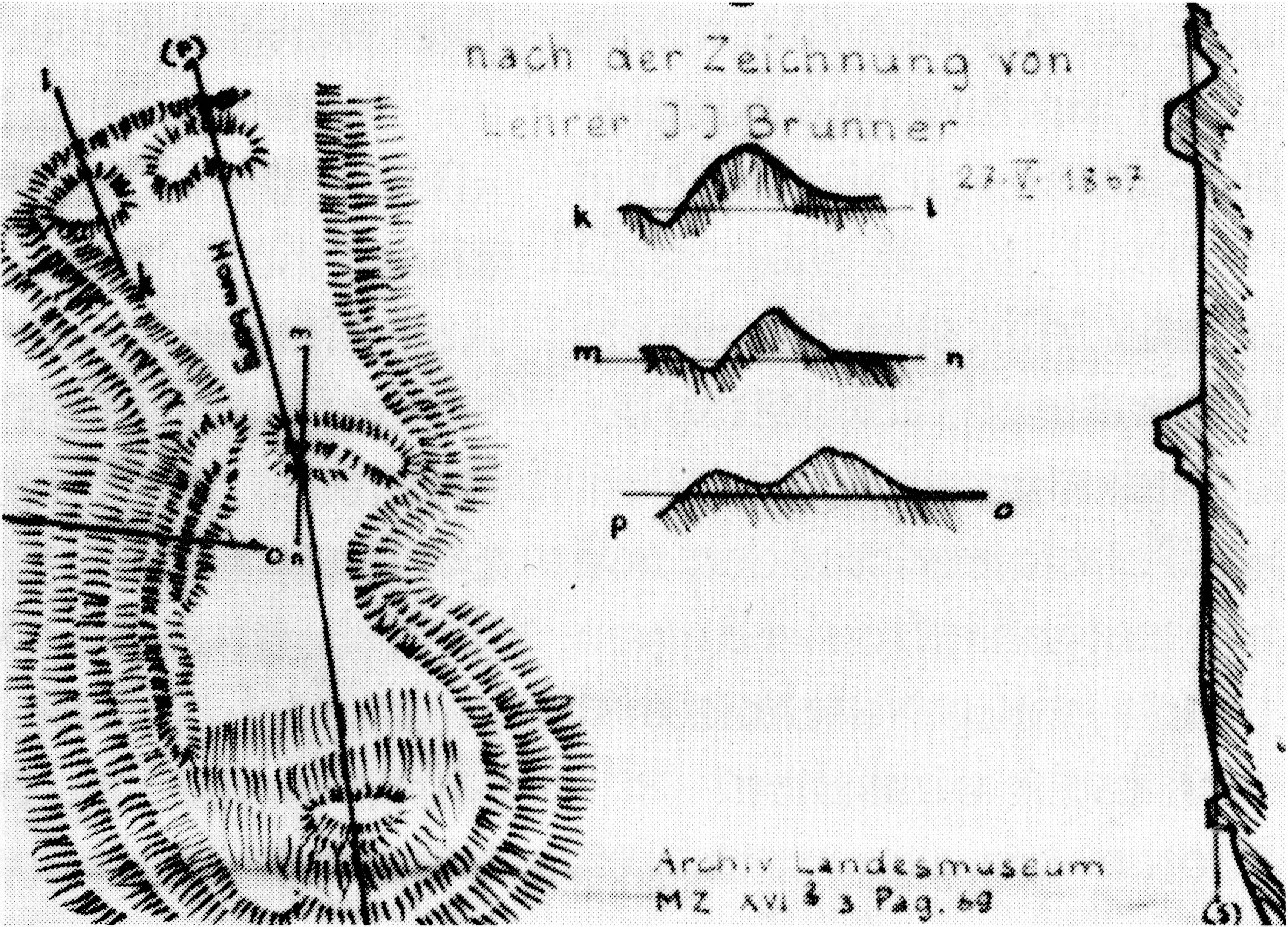
Skizze des prähistorischer Wallanlage (J. J. Brunner, 1867)
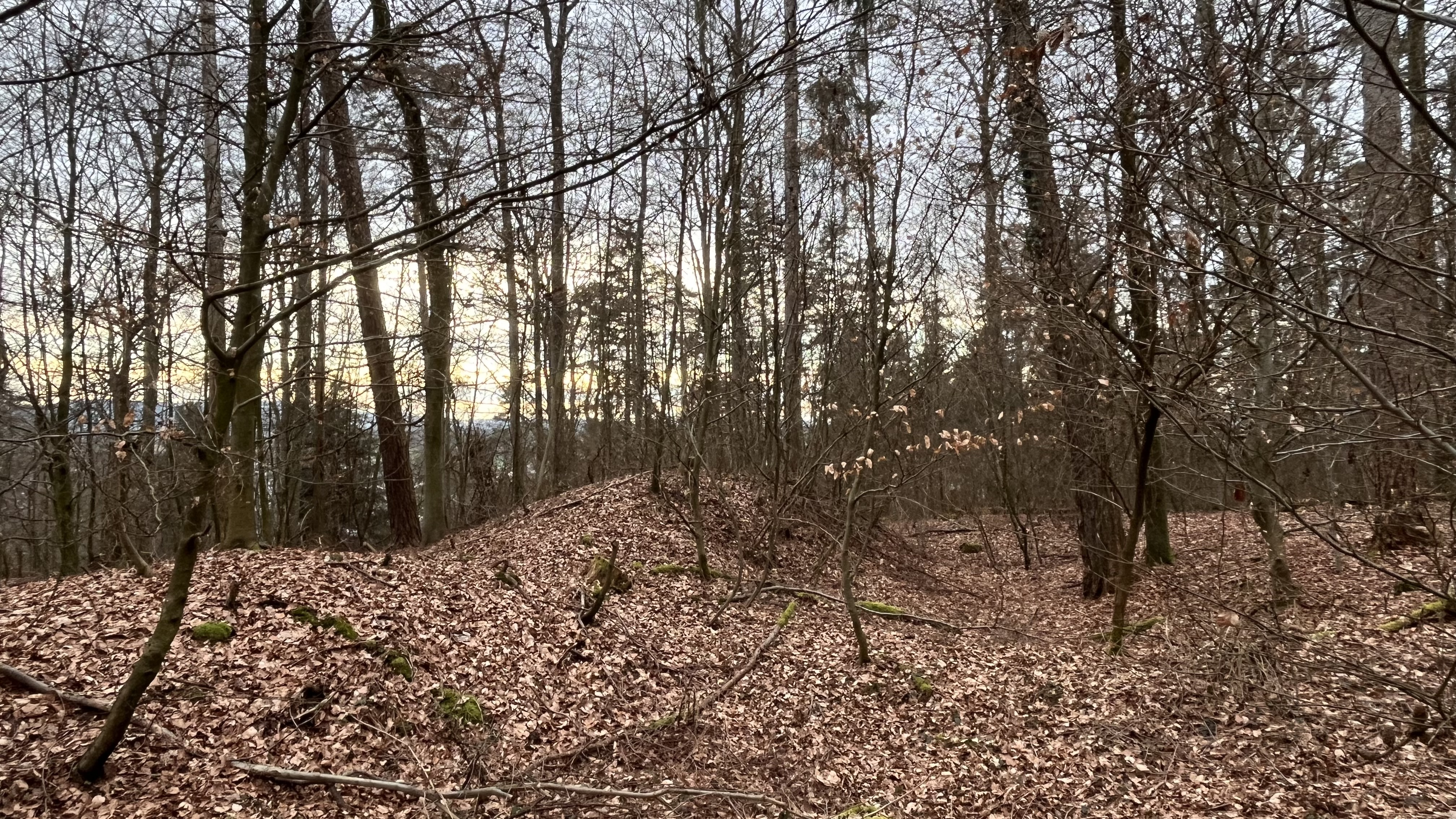
Reste der Wallanlage im Wald oberhalb von Bassersdorf

### Obere Mühle und Umgebung
Unmittelbar westlich des Hombergs stand bis zum Bau der Seidenzwirnerei im Jahre 1865 die Obere Mühle. Erstmals urkundlich bezeugt ist eine Mühle oberhalb eines Gutes in Bassersdorf (predium meum situm in Bazilstorf cum constructo desuper molendino) in einer Schenkungsurkunde vom 26. Mai 1260 des Edelmanns Heinrich von Kempten (Heinricus nobilis vir de Kemptun). Am 11. Januar 1277 verkaufte das Kloster Rüti dem Konvent von St. Blasien im Schwarzwald ihre Mühle im oberen Teil der Ortschaft Bassersdorf samt Wasserleitung und anderem Zubehör (molendinum nostrum in Bazzelsdorf cum aqueductu et aliis attinenciis situm in superiori parte ipsius ville), am 28. November 1281 wiederum räumt die Abtei St. Blasien seinem Amtmann Berthold, genannt Jordan, ein Nießbrauchsrecht an ihrer oberen Mühle in Bassersdorf (usufructum molendini nostri superioris in Basselsdorf) ein. 1624 ist anlässlich eines Verkaufs ein Sägerecht bezeugt. Zur Wasserzufuhr für Mühle und Säge verband ein Kanal entlang des südwestlichen Fußes des Hombergs den Lindauer- mit den Birchwilerbach, der später zugeschüttet wurde; der Anfang des 20. Jahrhunderts angelegte Sagiweiher wird durch eine neue Zuleitung vom Birchwilerbach gespiesen und dient seit 1979 dem Museumsbetrieb der historischen Sägemühle.
Noch im alten Mühlengebäude mit seinen drei oberschlächtigen Wasserrädern begann 1863 die Seidenproduktion. 1864 kaufte der Zürcher Seidenhändler Georg Konrad Bürkli die Liegenschaft und baute anstelle der Mühle ein viergeschoßiges Fabrikgebäude; neben den Antrieb mittels Wasserrad trat gegen Ende des 19. Jahrhunderts der Einsatz einer Dampfmaschine, die nach 1900 durch Elektromotoren ersetzt wurde. 1873 liefen hier 400 Spindeln, um 1930 waren es 2316 Spindeln und 1447 Haspeln; gegen Ende des 19. Jahrhunderts arbeiteten zwischen 70 und 100 Personen in der Fabrik. Auch die zur Oberen Mühle gehörende Schleiferei im Schlauch nordwestlich des Hombergs wurde 1890 durch einen mit Zwirnmaschinen bestückten Neubau ersetzt; der Antrieb erfolgte durch eine Girard-Turbine.

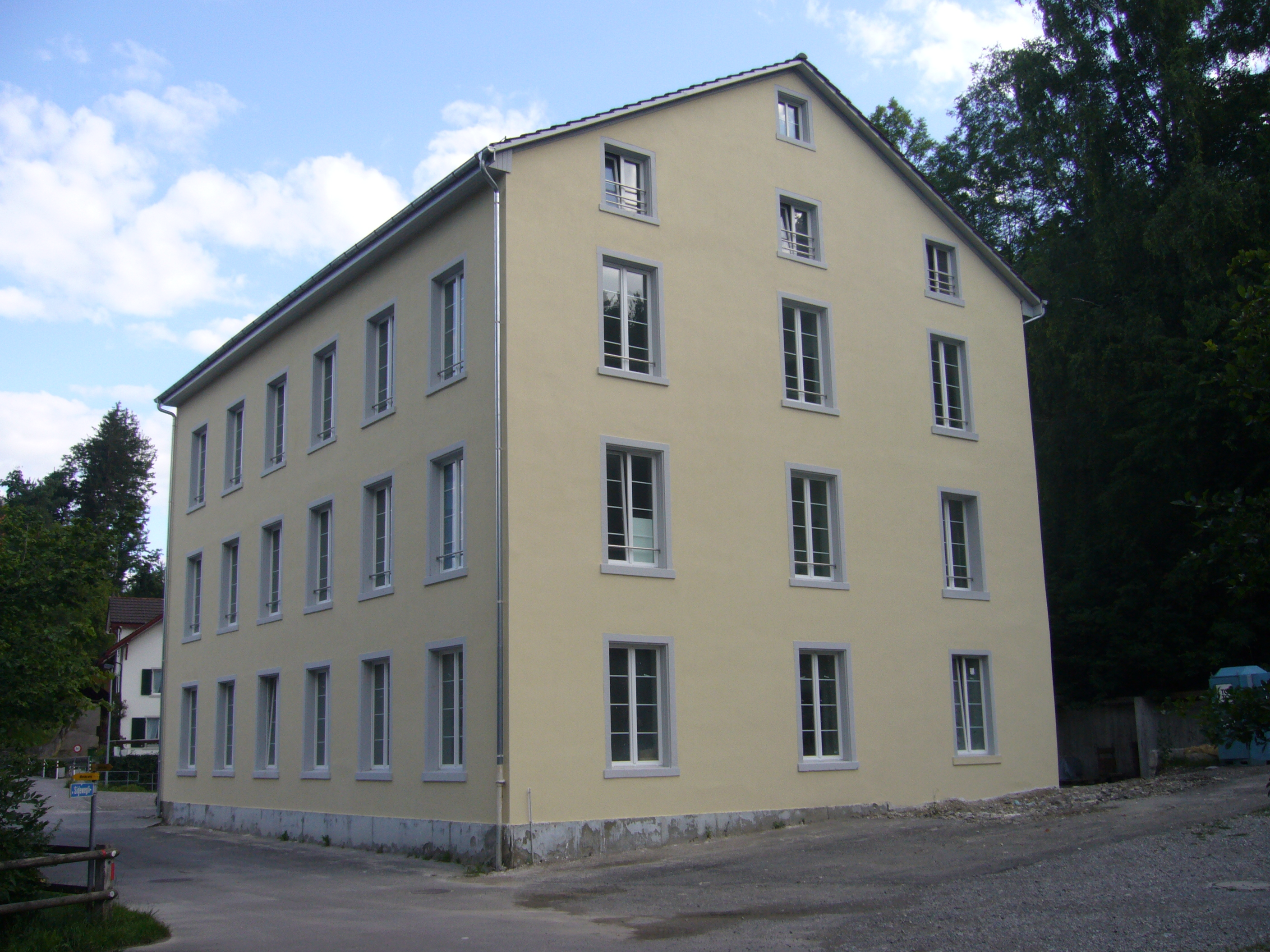
Ehemalige Seidenzwirnerei
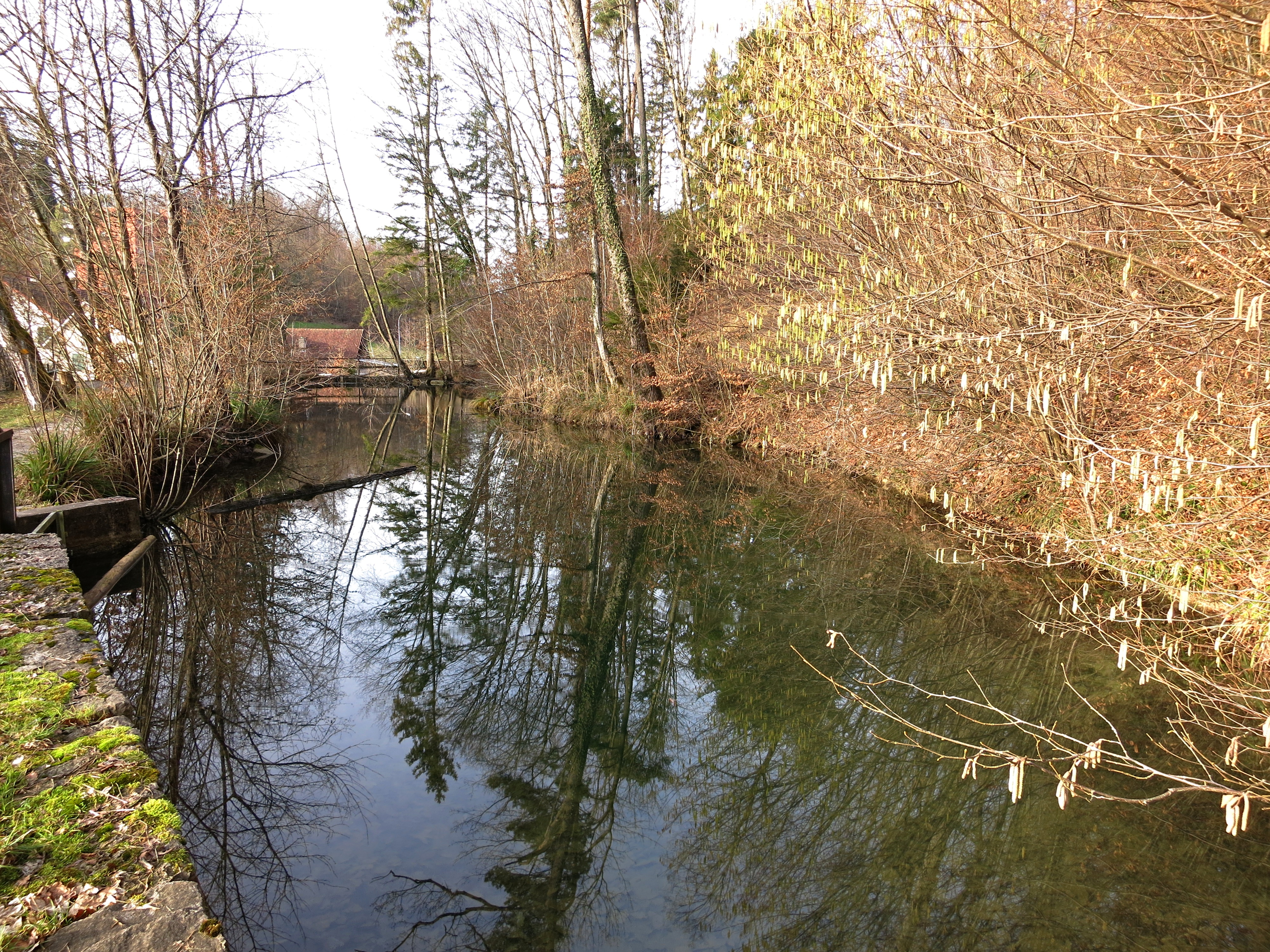
Sagiweiher
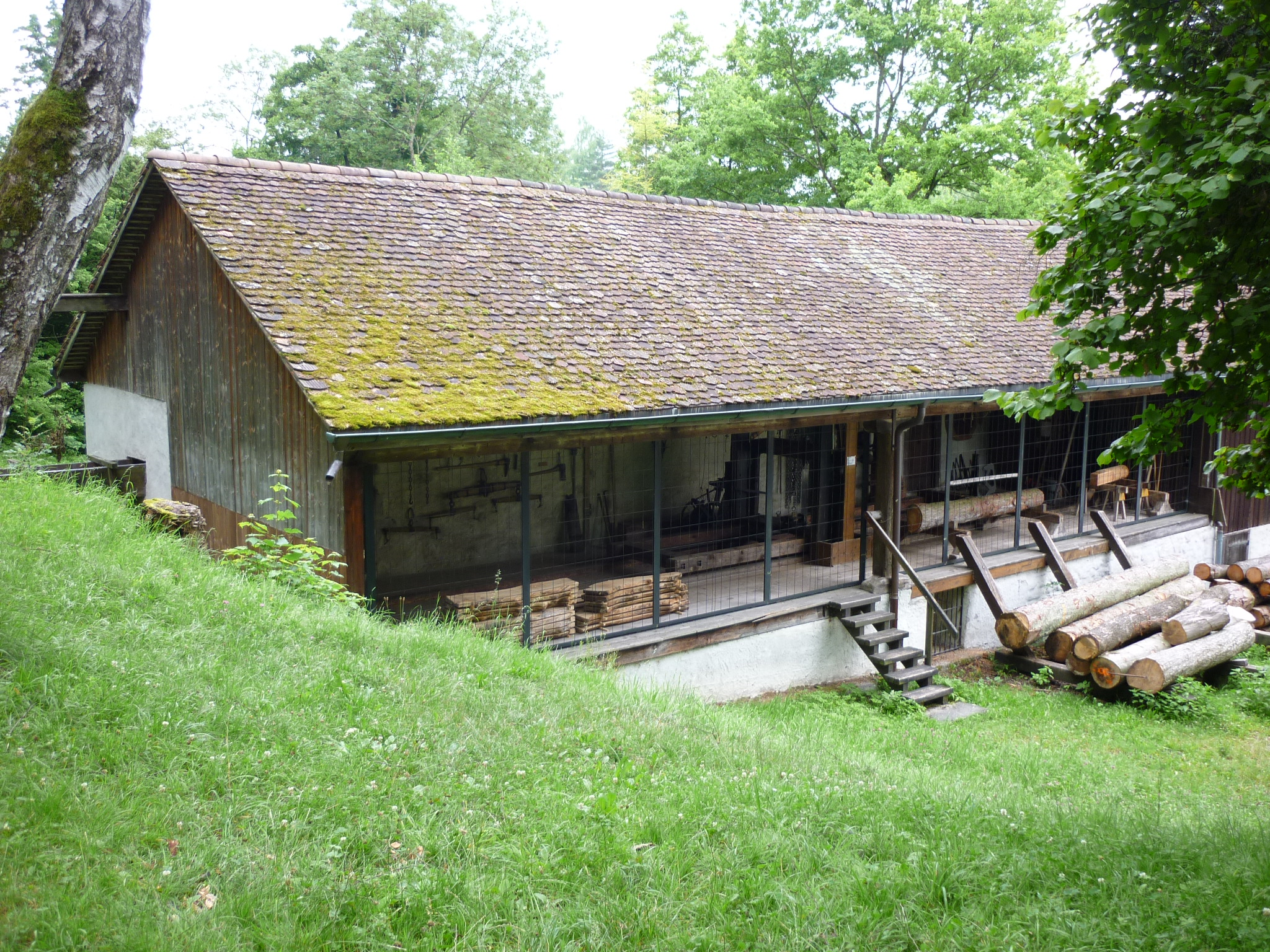
Historische Sägerei
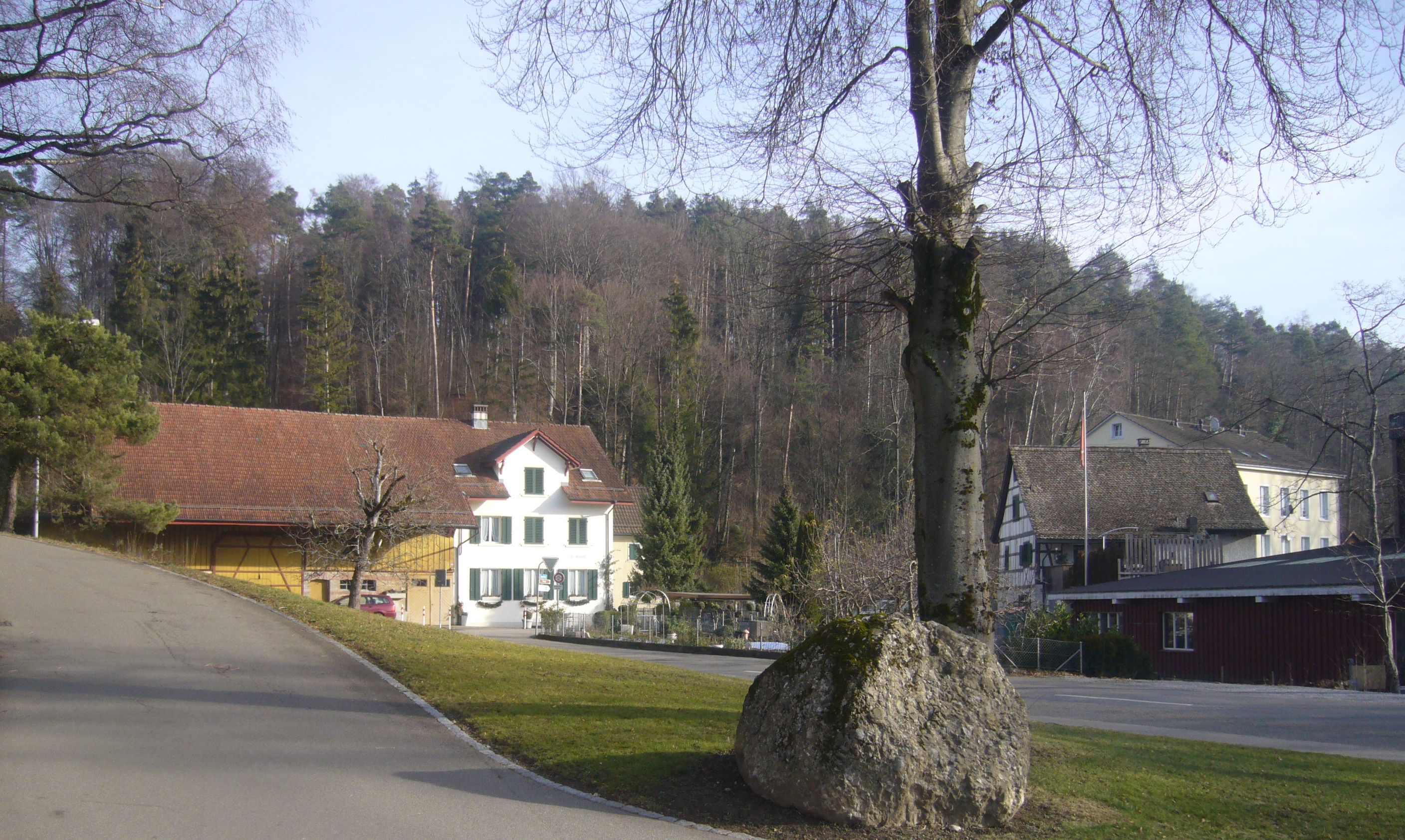
Ehemaliges Restaurant Im Wiesenthal vor dem Homberg
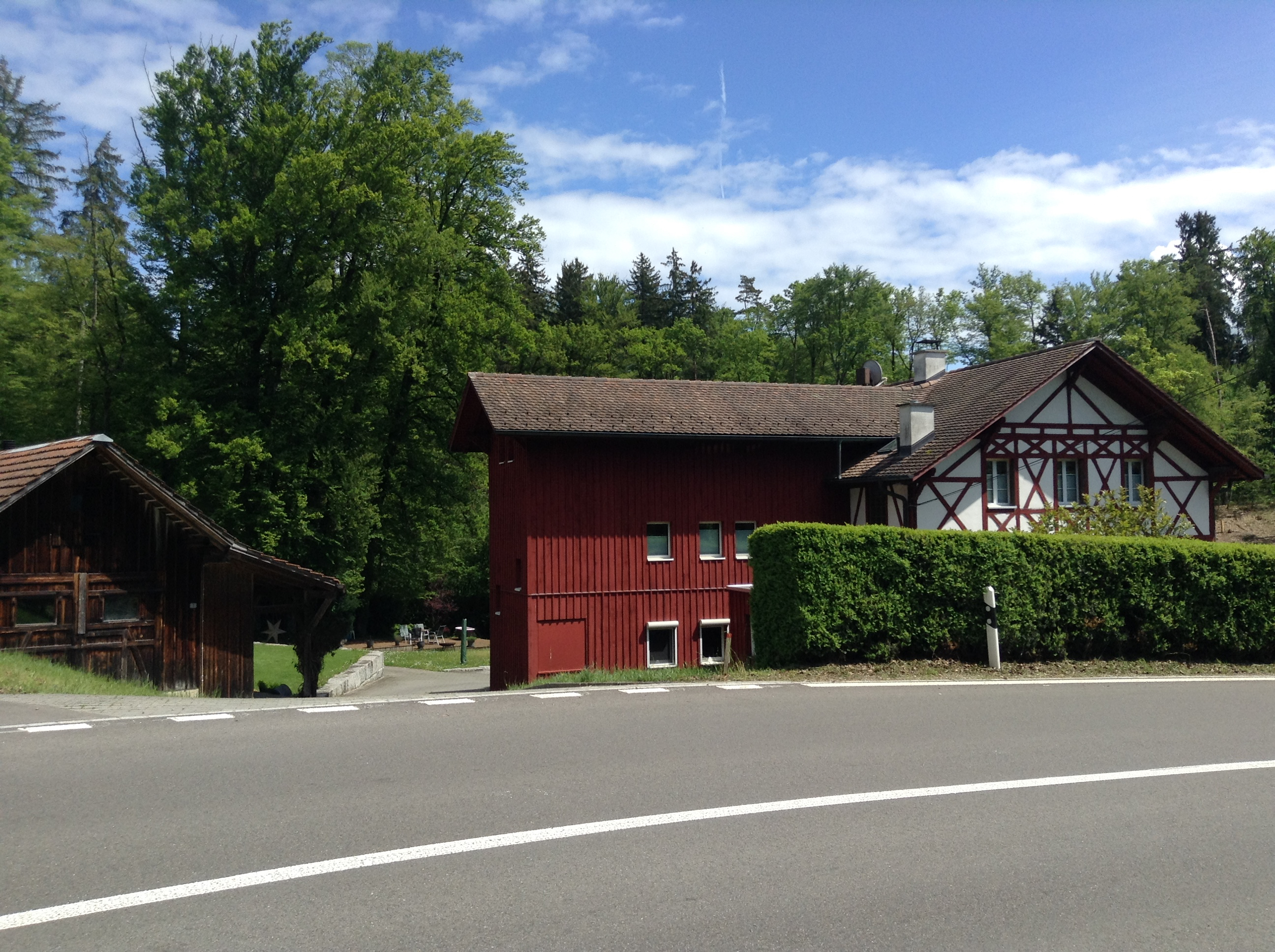
Ehemalige Schleiferei und Zwirnerei im Schlauch
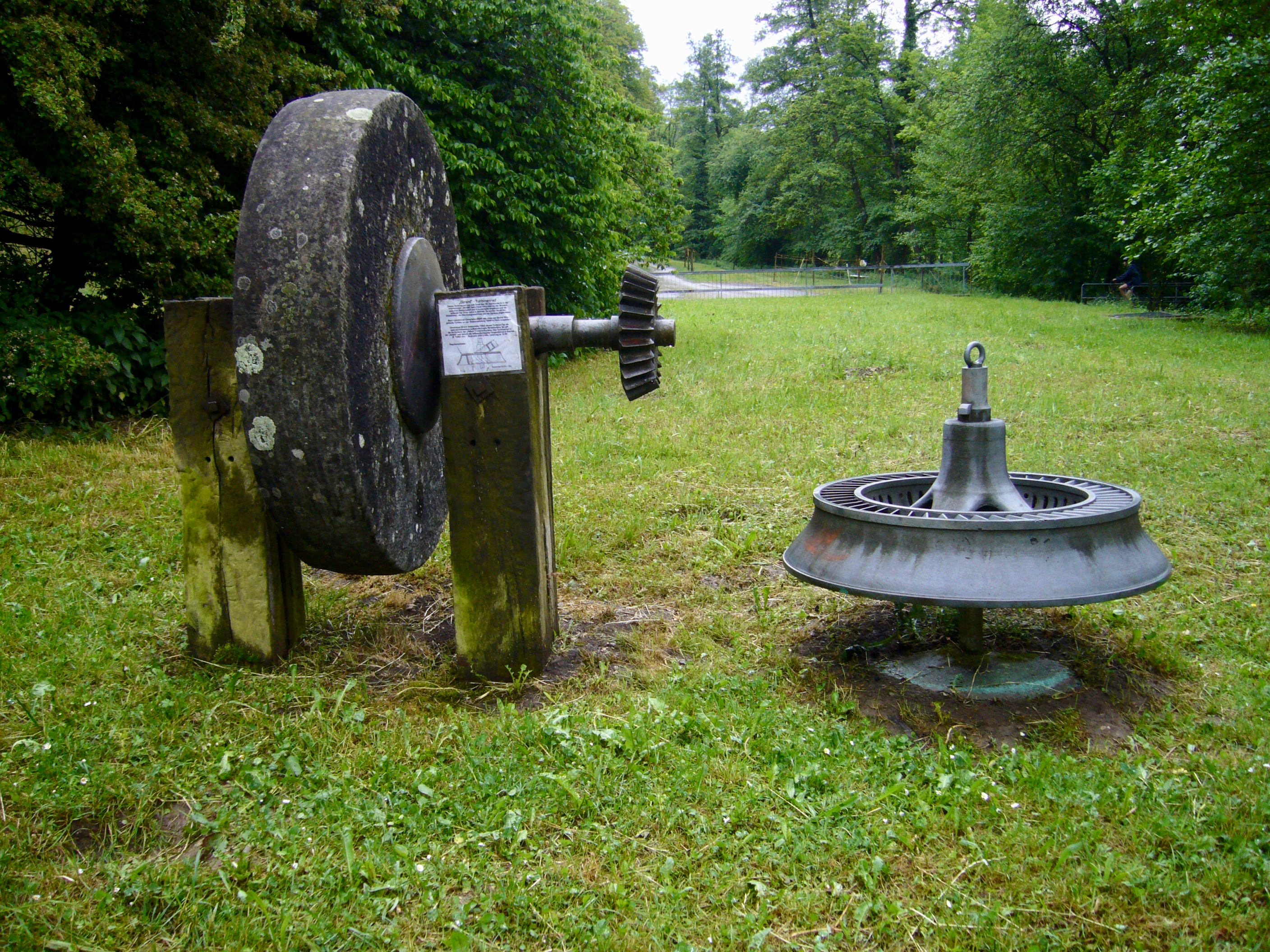
Schleifstein und Girard-Turbine aus der Schleiferei im Schlauch

Vor 1812 wurde an die Sägerei eine Dreschscheune angebaut, in welcher bis 1922 eine öffentliche Dreschmaschine aufgestellt war; nach der Stilllegung des Wasserrades 1954 stand dort eine elektrische Vollgattersäge im Einsatz, die 1971 demontiert und verkauft wurde. Im Zuge der Restaurierung der Sägemühle wurde die Dreschscheune 1977 abgebrochen.